# Абдулваххоб Мирзо
Абдулваххоб Мирзо (чагат. عبدالوهاب ميرزا‎) — бухарский каллиграф эпохи Бухарского эмирата. Переписал около стони арабских и персидских рукописей, используя традиционные арабские почерки — насталик и шекасте. Ныне, некоторые переписанные произведения, такие как маснави Джалаладдина Руми и «Юсуф и Зулейха» Назима Херави хранятся в Ташкентском государственном институте востоковедения Академии наук Узбекистана.